# Tour du Danemark 2011
 (août 2012).
Si vous disposez d'ouvrages ou d'articles de référence ou si vous connaissez des sites web de qualité traitant du thème abordé ici, merci de compléter l'article en donnant les références utiles à sa vérifiabilité et en les liant à la section « Notes et références ».
La 21e édition du Tour du Danemark se déroule du 3 août au 7 août 2011. Elle est inscrite au calendrier de l'UCI Europe Tour 2011 et se déroule sur six étapes.

## Étapes
| Étape     | Date   | Villes étapes            | km         | Vainqueur d’étape | Leader du classement général |
| --------- | ------ | ------------------------ | ---------- | ----------------- | ---------------------------- |
| 1re étape | 3 août | Esbjerg – Esbjerg        | 17.1       | Sacha Modolo      | Sacha Modolo                 |
| 2e étape  | 4 août | Grindsted – Aarhus       | 189.1      | Rémi Cusin        | Matti Breschel               |
| 3e étape  | 5 août | Aarhus – Vejle           | 181.3      | Jakob Fuglsang    | Simon Gerrans                |
| 4e étape  | 6 août | Sorø – Frederiksværk     | 112.2      | Sacha Modolo      | Simon Gerrans                |
| 5e étape  | 6 août | Helsingør                | 13.2 (clm) | Richie Porte      | Simon Gerrans                |
| 6e étape  | 7 août | Hillerød – Frederiksberg | 159        | Theo Bos          | Simon Gerrans                |

### Classement général final
|    | Cycliste         | Temps               |
| -- | ---------------- | ------------------- |
| 1  | Simon Gerrans    | en 19 h 12 min 01 s |
| 2  | Daniele Bennati  | à 9 s               |
| 3  | Michael Mørkøv   | à 29 s              |
| 4  | Damien Gaudin    | à 33 s              |
| 5  | Alex Dowsett     | à 41 s              |
| 6  | Dario Cioni      | à 49 s              |
| 7  | Jérôme Cousin    | à 57 s              |
| 8  | Daniele Colli    | à 58 s              |
| 9  | Zico Waeytens    | à 1 min 13 s        |
| 10 | Sébastien Turgot | à 1 min 14 s        |